# أنثوني سكاراموتشي
أنثوني سكاراموتشي (بالإنجليزية: Anthony Scaramucci) هو رأسمالي ومتعهد ورجل سياسي أميركي.
سكاراموتشي عمل في غولدمان ساكس في قسمي المصرف الاستثماري وإدارة الثروات الخاصة بين 1989 و1996. بعدما ترك غولدمان ساكس، أسس أوسكر لإدارة الثروة، وفي 2005 أسس رأسمال سكايبردج.
في 21 يوليو 2017 عين لمنصب رئيس البلاغات للبيت الأبيض. بدأ عمله 25 يوليو مع أنه لم يؤد اليمين. وأيام بالعمل، أثار جدلا بعد مقابلة مثقلة بألفاظ نابية مع ريان ليزا من مجلة النيويوركر، فيما أدلى بيانات فاشحة شديدة الإهانة عن عدة أعضاء تنظيم دونالد ترمب. بعد إعلان تعيينه بعشرة أيام، طرده دونالد ترمب على توصية رئيس موظفي البيت الأبيض الجديد الجنرال جون إف. كيلي.

## روابط خارجية
- أنثوني سكاراموتشي على موقع IMDb (الإنجليزية)
- أنثوني سكاراموتشي على موقع قاعدة بيانات الفيلم (الإنجليزية)